# Antiche unità di misura del circondario di Siena
Sono qui riportate le conversioni tra le antiche unità di misura in uso nel circondario di Siena e il sistema metrico decimale, così come stabilite ufficialmente nel 1877.
Nonostante l'apparente precisione nelle tavole, in molti casi è necessario considerare che i campioni utilizzati (anche per le tavole di epoca napoleonica) erano di fattura approssimativa o discordanti tra loro.
A causa del metodo inappropriato utilizzato nelle province toscane nel 1808 e a causa dell'impossibilità di reperire tutti i campioni originali, nel 1877 venne stabilito di utilizzare per le unità toscane i valori del 1808 però in forma approssimata.

## Misure di lunghezza
| Comuni                                                         | Denominazione                | Valore | Unità |
| -------------------------------------------------------------- | ---------------------------- | ------ | ----- |
| Tutti i comuni                                                 | Braccio fiorentino           | 0,5836 | m     |
| Tutti i comuni                                                 | Passetto                     | 1,1673 | m     |
| Tutti i comuni                                                 | Canna agrimensoria           | 2,9181 | m     |
| Siena, Rapolano, Castelnuovo Berardenga, Murlo, Masse di Siena | Passetto o braccio da stoffe | 0,7879 | m     |

Il braccio fiorentino si divide in 20 soldi, il soldo in 12 denari, il denaro in 12 punti.
Il passetto, misura da stoffe, è eguale a due braccia.
La canna agrimensoria, base della misura dei terreni, è eguale a 5 braccia.
Una misura di 4 braccia dicesi canna mercantile.
Il passetto da stoffe senese, detto anche braccio, equivale a braccia 1 e soldi 7 fiorentini.
In Rapolano si usava anche un passetto ragguagliato ad un braccio e soldi 10 fiorentini.

## Misure di superficie
| Comuni                                                                  | Denominazione    | Valore  | Unità |
| ----------------------------------------------------------------------- | ---------------- | ------- | ----- |
| Tutti i comuni                                                          | Braccio quadrato | 0,3406  | m²    |
| Tutti i comuni                                                          | Quadrato         | 3406,19 | m²    |
| Castelnuovo Berardenga, Murlo, Masse di Siena, Buonconvento, Montalcino | Staio            | 1300,91 | m²    |

Il quadrato, misura agraria, si divide in 10 tavole, la tavola in 10 pertiche, la pertica in 10 deche, la deca in 10 braccia quadrate.
Lo staio corrisponde a braccia quadrate 3819,24.
Nei comuni di Chiusdino e Radda lo staio è di 5000 braccia quadrate e corrisponde quindi alla metà del quadrato legale.

## Misure di volume
| Comuni         | Denominazione | Valore | Unità |
| -------------- | ------------- | ------ | ----- |
| Tutti i comuni | Traino        | 397,6  | L     |
| Tutti i comuni | Braccio cubo  | 198,8  | L     |
| Tutti i comuni | Catasta       | 4771,1 | L     |
| Siena          | Catasta       | 3180,7 | L     |

Il traino, misura da legname da costruzione, è di 2 braccia cube.
Il braccio cubo si divide in 6 braccioli o braccia di traino, il bracciolo in 12 once di traino, l'oncia di traino in soldi cubi 111 1/9, il soldo cubo in 27 quattrini cubi, il quattrino cubo in 16 denari cubi.
La catasta, misura per la legna da fuoco, è di 24 braccia cube, e si divide in metà, terzi, quarti.
La catasta è rappresentata da un parallelepipedo rettangolo, avente 6 braccia di lunghezza, 1 1/2 di larghezza, e 2 di altezza.
La catasta di Siena è di sole 16 braccia cube, e serve per la misura della legna da fuoco.

## Misure di capacità per gli aridi
| Comuni         | Denominazione | Valore  | Unità |
| -------------- | ------------- | ------- | ----- |
| Tutti i comuni | Sacco         | 73,0886 | L     |
| Tutti i comuni | Staio         | 24,3629 | L     |
| Tutti i comuni | Quartuccio    | 0,3807  | L     |

Il sacco si divide in 3 staia, lo staio in 2 mine, la mina in 2 quarti, il quarto in 2 mezzette, la mezzetta in 2 quartucci.
Otto sacchi fanno il moggio.
Nel comune di S. Giovanni d'Asso tre staia fanno il sacco. Otto sacchi fanno il moggio.
Lo staio si divide in 4 quarti, il quarto in 4 boccali, il boccale in 2 mezzette, la mezzetta in 2 quartucci.

## Misure di capacità per i liquidi
| Comuni                                                                                                | Denominazione      | Valore  | Unità |
| --- | ------------------ | ------- | ----- |
| Tutti i comuni                                                                                        | Barile da vino     | 45,5840 | L     |
| Tutti i comuni                                                                                        | Fiasco da vino     | 2,2792  | L     |
| Tutti i comuni                                                                                        | Quartuccio da vino | 0,2849  | L     |
| Tutti i comuni                                                                                        | Barile da olio     | 33,4289 | L     |
| Tutti i comuni                                                                                        | Fiasco da olio     | 2,0893  | L     |
| Tutti i comuni                                                                                        | Quartuccio da olio | 0,2612  | L     |
| Siena, Buonconvento, Castelnuovo Berardenga, Montalcino, Murlo, Monticiano, Sovicille, Masse di Siena | Barile da vino     | 43,7607 | L     |
| Siena, Buonconvento, Castelnuovo Berardenga, Montalcino, Murlo, Monticiano, Sovicille, Masse di Siena | Staio da olio      | 20,8002 | L     |

Il barile fiorentino da vino si divide in 20 fiaschi, il fiasco in 4 mezzette, la mezzetta in 2 quartucci.
Due barili fanno una soma.
Due Mezzette fanno un boccale.
Il barile fiorentino da olio si divide in 16 fiaschi, il fiasco in 4 mezzette, la mezzetta in 2 quartucci.
Due barili fanno una soma.
Il barile da vino di Siena, che ragguaglia in peso 128 libbre, si divide in 32 boccali, il boccale in 2 mezzette, la mezzetta in 2 quartucci.
Lo staio da olio di Siena ragguaglia in peso 56 libbre.
Nel comune di Castelnuovo Berardenga si usavano le misure da olio di Firenze e di Siena, dato che il commercio si indirizzava all'una od all'altra città. E ciò valeva pure per altri comuni, specialmente per Masse di Città (borgata) anche in ordine al vino.

## Pesi
| Comuni         | Denominazione | Valore | Unità |
| -------------- | ------------- | ------ | ----- |
| Tutti i comuni | Libbra        | 339,5  | g     |

La libbra si divide in 12 once, l'oncia in 8 dramme, la dramma in 3 denari, il denaro in 24 grani, il grano in 48 quarantottesimi.
100 libbre fanno un quintale.
150 libbre fanno un cantaro comune.
160 libbre fanno un cantaro per la lana ed i salumi.
1000 libbre fanno la tonnellata.
La libbra mercantile serve pure per gli usi farmaceutici.
Il grano della libbra serve pure per gli orefici.
Quattro grani fanno un carato, peso speciale per i gioiellieri.